# 巴什卡萊
巴什卡萊是土耳其的城鎮，由凡省負責管轄，位於該國東部，面積2,599平方公里，海拔高度2,460米，主要經濟活動是畜牧業，2011年人口13,855。

## 外部連結
- .   [2021-08-11]. （原始内容存档于2007-05-27）. （土耳其文）
- .   [2012-07-12]. （原始内容存档于2014-02-21）. （巴斯克文）

38°02′45.6″N 44°00′54″E / 38.046000°N 44.01500°E